# Mausolée de Maxence
Le mausolée de Maxence, ou mausolée de Romulus, est un monument funéraire élevé par l'empereur romain Maxence pour servir de mausolée dynastique, dans la grande villa qu'il fit édifier dans la banlieue de Rome, près de la Via Appia.

## Localisation et contexte archéologique

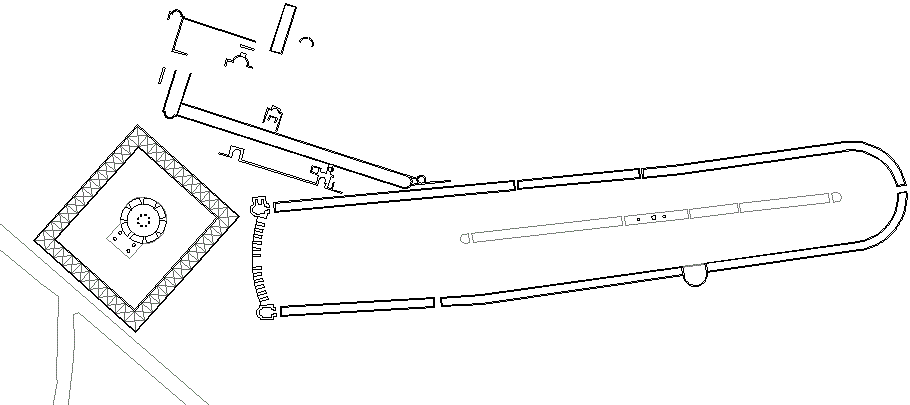
Plan du complexe archéologique.

Le mausolée de Maxence prend place dans un vaste complexe édifié sur le bord nord-est de la Via Appia, à quelques kilomètres de Rome. De tous les bâtiments de la villa suburbaine, qui comprend notamment un cirque, le mausolée est le seul dont l'orientation est parallèle à la voie romaine.

## Historique
La construction du mausolée aurait commencé en 309 et aurait été quasiment achevée en 312 lors de la mort de Maxence à la bataille du pont Milvius. Le complexe de la villa aurait été construit à partir de 306.
Le fils de Maxence, Valerius Romulus y est inhumé à sa mort, probablement en 309. C'est peut-être la seule inhumation dans le mausolée.
Au XVIIIe siècle, une maison est construite entre le mausolée et la Voie Appienne.
Jürgen J. Rasch y a consacré une étude détaillée en 1984,.

## Description
| - Plan (le nord pointe en haut à gauche). - Élévation, depuis l'entrée principale. |

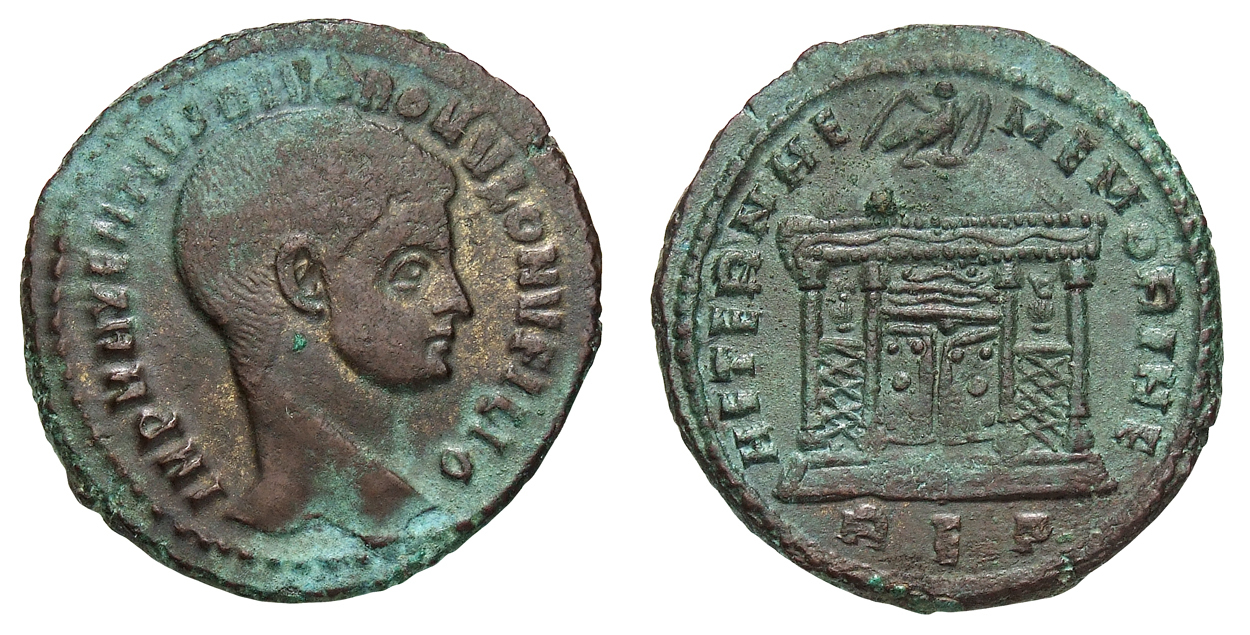
Follis de Maxence dédié au DIVVS ROMVLVS. Au revers, temple funéraire à coupole. RIC VI 249.

Le mausolée est construit au centre d'une place de 99,50 × 85 m entourée par un quadriportique dont les murs sont construits en opus vittatum et conservés sur plus de 7 m de hauteur pour trois des côtés — voire 10 m selon Jean Guyon. Le bâtiment n'est pas parfaitement quadrangulaire : 109,70 x 107,90 x 121,81 x 120,90 m ou 126 × 108 m selon les sources. La partie interne du quadriportique est ouverte grâce à 52 arcades. L'entrée principale se trouve au sud-ouest, du côté de la via Appia, tandis qu'une seconde entrée, plus modeste, se trouve au nord-est et donne sur la villa.
Du mausolée, seul est conservé le niveau inférieur, semi-enterré, dont le niveau de circulation se trouve à 2,33 m en dessous du niveau de circulation extérieur actuel. Pour un diamètre de 33,25 m, les murs de la crypte du mausolée sont épais de 3,50 m et agrémentés de niches d'environ 3,60 m de profondeur qui alternent entre formes semi-circulaires et rectangulaires, dotées pour chacune d'une petite fenêtre. En écho à ces aménagements, le pilier central qui supporte une voûte en berceau, épais de 9,27 m ou de 7,50 m de diamètre selon les sources, est agrémenté d'un égal nombre de niches dont l'architecture répond à celles du mur extérieur. La hauteur de la rotonde est au maximum de 7,40 m. La crypte est construite sur un module de huit pieds romains : diamètre de 80 pieds (23,54 m), épaisseur initiale des murs de 16,5 pieds, largeur du couloir de 24 pieds et largeur des niches de 12 pieds,.
Outre le bâtiment circulaire, le mausolée est composé d'un avant-corps rectangulaire de 21,50 × 8,60 m. Un escalier de 26 marches permettait d'accéder au niveau supérieur, disparu, qui était une copie du Parthénon d'après Jürgen J. Rasch. Ce dernier estime que sur ce podium, se dressait le lieu de culte, sous la forme d'un pronaos hexastyle donnant sur une salle circulaire d'un diamètre intérieur de 60 pieds (environ 25 m). La colonne attendrait une hauteur de 14 m tandis que la coupole hémisphérique de 32 m de diamètre extérieur culminerait à environ 30 m du niveau de circulation du podium. Ces hypothèses, à l'appui du Parthénon encore en élévation et du Tor de' Schiavi de la Prénestine, sont toujours débattues,.
Le mausolée est construit en opus caementicium et ses murs extérieurs étaient recouverts de marbre qui a toutefois été récupéré.
Quelques monnaies frappées par Maxence, dont RIC VI, 210, pourraient représenter le mausolée mais cette hypothèse est incertaine,.
À l'est du mausolée se trouve un bâtiment interprété comme un tombeau de la période augustéenne.